# Lindane
Pour les articles homonymes, voir BHC et HCH.
Le lindane est un insecticide organochloré commercialisé depuis 1938. Ses noms chimiques sont gamma-hexachlorocyclohexane (HCH) et (incorrectement) benzene hexachloride (BHC). Il a été utilisé en agriculture et dans les produits pharmaceutiques pour le traitement de la gale et l’élimination des poux.
Le lindane est une neurotoxine qui interfère avec la fonction de neurotransmission du GABA en interagissant avec le récepteur GABAA - la chaîne chlorure forme un complexe avec le site de fixation de la picrotoxine. Elle a une dose létale médiane (DL50) par voie orale de 88 mg·kg-1 chez le rat et une DL50 par voie cutanée de 1 000 mg·kg-1. Chez l'homme, le lindane atteint principalement le système nerveux, le foie et les reins, et il est peut-être un agent cancérigène et perturbateur endocrinien,.
L'Organisation mondiale de la Santé classe le lindane comme « moyennement dangereux », et son commerce international est limité et réglementé en vertu de la Convention de Rotterdam sur le consentement informé. Il est actuellement interdit dans plus de 50 pays (dont la France), et il est inclus dans la Convention de Stockholm sur les polluants organiques persistants, qui interdit sa production et son utilisation à visée agricole dans le monde entier.

## Utilisations
Doté d'un très large spectre d'activité insecticide, le Lindane trouve de nombreuses applications en agriculture comme pesticide, dans la protection des bois, en médecine vétérinaire et en santé publique :
- traitement des sols (maïs, betteraves);
- traitement des semences (céréales, colza…);
- traitement foliaire (arboriculture, horticulture, maraichage, cultures fourragères…);
- protection des bois d'œuvre (grumes, charpentes…);
- traitement antiparasitaire du bétail et des animaux de compagnie (puces, tiques…);
- usage domestique (lutte contre les mouches, punaises, tiques, traitement de la gale, des poux et autres parasites).

## Applications en agriculture et en santé publique
Le lindane a été utilisé aux États-Unis depuis plus de 60 ans, à la fois dans les soins médicaux et en agriculture. Dans les années 1940, le lindane a été homologué par le Département de l'Agriculture des États-Unis (USDA) et a été autorisé en 1951 par la Food and Drug Administration (FDA) pour un usage médical dans le traitement de la gale, des poux de tête et les poux du pubis. Durant cette période, le lindane a été utilisé essentiellement, à plus de 99 %, à des fins agricoles et une grande partie des inquiétudes sur la sécurité et l'environnement ont un rapport avec cette utilisation,. Il existe d'autres médicaments dont le principe actif possède des applications non médicales. Par exemple, la warfarine est utilisée comme raticide pour empoisonner les souris et les rats (par exemple, Kaput, D-Con), mais est également prescrite à usage médical comme anticoagulant oral pour soigner les patients atteints de crises cardiaques, d'accidents vasculaires cérébraux et d'autres troubles liés à un caillot se formant dans le sang (par exemple, la Coumadine).
En 2006, l’Agence américaine pour la protection de l’environnement (EPA) a demandé l'abandon volontaire de tous les usages agricoles du lindane, restreints dans les années récentes au pré-traitement des semences avant plantation.(Voir également le statut règlementaire) La FDA, cependant, continue d'autoriser l'utilisation du lindane dans les prescriptions médicales, en notant que «Le risque d’expositions professionnelles/expositions environnementales doit être évalué séparément et indépendamment du risque lié à l'utilisation thérapeutique d'un médicament pour traiter une affection médicale où il apporte un avantage direct pour le patient" (voir aussi l'historique de la réglementation). À plusieurs reprises, la FDA a conclu que les médicaments au lindane apportaient des bénéfices pour la santé publique à un niveau de risque faible et acceptable pour tous les médicaments.
En France, le lindane reste jusqu’à son interdiction en agriculture le dernier organochloré à contaminer massivement les eaux . En 1996, après concertation entre l’Union des industries de la protection des plantes (UIPP) et son cabinet, la ministre de l’Environnement demande au ministre de l’Agriculture, de la Pêche et de l’Alimentation, de proscrire l’usage du lindane. Après avis des instances compétentes, ce dernier ordonne le 15 février 1997 l’interdiction totale d’emploi en agriculture des préparations à base de ce produit phytopharmaceutique à compter du 1er juillet 1998. Le lindane est interdit depuis le 1er septembre 2006 dans des usages biocides (traitement du bois), et depuis le 31 décembre 2008 dans les produits pharmaceutiques (anti-poux).
En 1995, le lindane a été classé comme médicament de deuxième intention et est désormais réservé aux patients qui ne tolèrent pas les traitements de première intention, ou chez qui ces traitements ont échoué - un problème croissant aux États-Unis et ailleurs en raison de l'augmentation des taux de résistance,,. Les centres pour le contrôle et la prévention des maladies des États-Unis considèrent également le lindane comme un médicament, dans leur Sexually Transmitted Disease Treatment Guidelines où ils le répertorient comme traitement de substitution viable pour la gestion de la gale et poux pubiens, conforme à la prescription mentionnée sur l'étiquetage de ces produits.(Voir aussi : usages pharmaceutiques) D'autres pays, comme le Canada, approuvent également les applications pharmaceutiques du lindane, mais n’autorisent plus son utilisation sans restriction dans le domaine de l’agriculture. (Voir également le statut règlementaire)

## Usages pharmaceutiques
Aux États-Unis, les médicaments contenant du lindane sont autorisés pour le traitement de la gale, des poux pubiens (vulgairement appelés « morpions »), et les poux de tête et de corps,. Ces deux médicaments contiennent seulement les isomères gamma-HCH, et sont disponibles uniquement sur prescription médicale. Ce sont des traitements de seconde intention, c'est-à-dire qu'ils ne sont prescrits que si les médicaments prescrits en première intention ont échoué, si les patients présentent une contre-indication ou encore si une réaction d’intolérance se manifeste.
Aux États-Unis, les médicaments contenant du lindane, sont fabriqués et distribués exclusivement par Morton Grove Pharmaceuticals, Inc. L’accord de  promotion avec Alliant Pharmacie conclu en 2005, a pris fin en mai 2007.
L'État de Californie interdit l'utilisation pharmaceutique du lindane depuis 2002. Une analyse récente a conclu que la majorité des pédiatres n'avait pas rencontré de problèmes pour le traitement de la gale ou des poux, depuis que l'interdiction a pris effet. L'étude a également mis en évidence une diminution notable de la contamination des eaux usées par le lindane ainsi qu’une baisse des cas d'intoxication au lindane signalés aux Centres Anti-Poison. Les auteurs ont conclu que «l'expérience de la Californie suggère que l'élimination du lindane des produits pharmaceutiques en plus de ses avantages pour l'environnement, a été associée à une réduction des cas d’exposition accidentels signalés et n'a pas d'effet néfaste sur traitement des pédiculoses et de la gale."

## Effets indésirables en tant que médicament pour l'homme
Les effets indésirables les plus courants associés à l'usage des médicaments contenant du lindane sont des réactions cutanées bénignes, comprenant des brûlures, des démangeaisons, une sécheresse de la peau et des éruptions cutanées. Des atteintes du système nerveux central, allant des étourdissements à des crises convulsives, ont également été signalées, mais des effets indésirables graves, comme les crises d’épilepsie, ont presque toujours été consécutives à une ingestion ou à un mauvais usage des médicaments (par exemple, des traitements par applications répétés ou prolongés).
Seules quelques rares crises d’épilepsie et encore plus rarement des cas mortels ont été signalées lorsque les  médicaments à base de lindane étaient utilisés (probablement), selon les préconisations,,.
En 2003 la FDA a publié une analyse des risques et des effets indésirables signalés comme étant en relation avec l’utilisation de médicaments contenant du Lindane et répertoriés par le système de pharmacovigilance de 1974 à 2002. La grande majorité (85 %) de ces signalements (-488 au total-) ont été classés comme bénins, alors que les complications graves ont le plus souvent résulté d'utilisations abusives des produits (80 % des cas graves). Le signalement type à la FDA mentionne : " traitement inefficace ", suivi de convulsions, de dermatose et de vertiges. (Note: Ces effets secondaires représentent les cas plus fréquemment rapportés à la FDA et ne sont pas représentatifs de la totalité des incidents les plus courants liés à l'utilisation de la lotion lindane et du shampooing au lindane).
Une revue des cas les plus graves décrit 15 cas ayant provoqué le décès dont deux ont été attribués à une mauvaise utilisation du lindane dont un correspondant à un suicide par ingestion. La cause directe du décès pour les autres cas a été attribués à une origine autres que l’intoxication au lindane. En outre, il y a eu 46 hospitalisations et le pronostic vital a été mis en jeu sept fois dont cinq dans la même famille. Six cas d'anomalie congénitale ont aussi été décrits dont cinq pour des nourrissons "éventuellement" exposés au lindane in utero et un attribué à une exposition paternelle (mais aucun effet caractéristique n’a été noté,.
Dans tous les groupes d'âge, les effets indésirables sont survenus principalement chez des patients présentant des contre-indications à l'utilisation du lindane ou chez ceux qui semblent avoir mal appliqué le traitement ou avoir ingéré par voie orale un produit à usage externe.
Sur la base de ces constatations, la FDA a recommandé  en 2003 de conditionner la lotion au lindane et le shampooing au lindane en flacons contenant des  petites doses unitaires pour réduire le risque d'abus et améliorer la sécurité des produits. Dans le même temps, un message d'avertissement a été ajouté à la notice du produit pour attirer l’attention des prescripteurs sur les critères d'utilisation et les risques d’effets secondaires rares de la substance. Un guide du médicament, écrit dans un langage simple, a également été élaboré et est maintenant de par la loi obligatoirement délivré avec toute ordonnance prescrivant du lindane aux États-Unis afin de mieux informer les patients et les prescripteurs de soins sur les techniques d'application conformes aux règles de sécurité,. Lorsqu'ils sont utilisés correctement, médicaments à base de lindane sont sûrs et efficaces sur les maladies pour lesquelles ils sont homologués. Les effets indésirables les plus courants sont des réactions cutanées bénignes (par exemple, sensation de brûlure, démangeaisons, sécheresse et éruption cutanée).
Les préconisations actuelles de la FDA pour l'homologation des produits est de rappeler que les médicaments contenant du lindane sont contre-indiqué chez les prématurés et les personnes ayant présenté des crises d’épilepsie et doivent être utilisé avec prudence chez les nourrissons, les enfants, les personnes âgées et les personnes ayant des maladies de la peau (par exemple, l’éczéma atopique, le psoriasis), et toute personne pesant moins de 50 kg, car ils pourraient être exposés à un risque grave d’atteinte neurotoxique. Elles rappellent également qu’on devrait soigneusement examiner le rapport bénéfice/risque avant de prescrire des médicaments contenant du lindane à des patients  atteints d’affections pouvant augmenter le risque de crise convulsives, telles que l'infection par le VIH, les antécédents de traumatisme crânien ou de crise convulsive antérieure, les tumeur du SNC, l’existence d'une cirrhose hépatique sévère, la consommation excessive d'alcool, le sevrage brutal d'alcool ou de sédatifs, ainsi que l'utilisation concomitante de médicaments connus pour diminuer seuil épileptogène,.

## Effets indésirables sur la faune
Les effets indésirables sur la faune du lindane agricole n'ont pas été mesurés avec le même souci et la même précision que pour la santé de l'homme. Toutefois l'ensemble de la chaîne environnementale a été touché par le lindane et l'est encore marginalement lorsque des usages agricoles persistent. Des intoxications d'isards ont été signalées en France en 2001 entrainant la mort de plusieurs oiseaux nécrophages et notamment des vautours faisant l'objet de Plans Nationaux d'Action (PNA) car en voie de disparition. Plusieurs cadavres de Gypaètes Barbus ont par exemple été retrouvés (source: PNA Gypaète Barbu 2010-2020).

## Toxicocinétique
Le produit est absorbé par voie digestive, par la peau ou par inhalation.
Il est retrouvé dans le sang mais s'accumule principalement dans les tissus adipeux (il existe une bonne corrélation entre la concentration plasmatique du Lindane et sa concentration dans les cellules graisseuses).
Même dans des régions géographiques éloignées des sources industrielles (ex îles Canaries, le lindane est encore présent dans l'organisme de nombreuses femmes enceintes, dont dans le placenta où il peut affecter le développement de l'embryon et du fœtus, par ailleurs exposé à d'autres organochloré dont lindane (trouvé dans 28 % des placentas analysés), PCB et dioxine-like ; Cela a été montré en 2009 par une étude ayant porté sur 100 femmes enceintes de l'île de Tenerife (l'une des Îles Canaries). Dans cette même région (archipel des Canaries, on a ensuite (en 2012) également montré que l'exposition post-natale et des mamans à certains PCB et à divers pesticides Organochlorés était fréquente, via le lait notamment, pouvait être significative à « préoccupante ». Néanmoins les teneurs du sérum en pesticides organochlorés ; dans les sérum dosé chez 1259 femmes enceintes, par une autre étude (de 2011) restent dans ces îles dans la « fourchette basse » de ce qui est observé ailleurs en Espagne ou Europe.
En cas d'exposition chronique via l'alimentation, l'équilibre s'établit au bout de 6 semaines atteignant un palier à un niveau de concentration dans le tissu adipeux légèrement inférieur à la concentration du produit dans la nourriture. Lors de l'arrêt de l'intoxication le produit disparait rapidement du système sanguin (en 3 semaines) ; le dosage sanguin est de ce point de vue un moyen fiable de surveillance biologique. Chez l'homme une dose unique est métabolisée en une à deux semaines ; la dégradation métabolique est surtout hépatique (déshydrogénation, hydroxylation) et les métabolites sont éliminés dans les urines et les fèces sous forme libre ou sous forme de glucuro ou sulfo-conjugués.
Un groupe d'étude de l'OMS a proposé de fixer la limite d'exposition à 20 μg/l.

## Effets sur la santé humaine

### Intoxication aiguë
Il peut s'agir d'une exposition aérienne (inhalation et pénétration cutanée) ou bien d'une absorption digestive par méprise.
- Atteinte du système nerveux central : Céphalées, vertiges, troubles de l'équilibre puis agitation, désorientation voire crises convulsives précédent une dépression du système nerveux central qui se traduit par un coma de profondeur variable.[réf. nécessaire]
- Le tableau clinique peut se compliquer d'un collapsus cardio-vasculaire, d'une insuffisance respiratoire ou d'une insuffisance rénale aiguë.[réf. nécessaire]
- En cas d'ingestion on note, en plus des signes neurologiques, des troubles digestifs à type de vomissements, diarrhée, douleur abdominales.[réf. nécessaire]
- Le Lindane est un produit irritant pour la peau et les muqueuses oculaires et respiratoires pouvant entraîner des dermites irritatives, des conjonctivites, une toux, voire un œdème pulmonaire.[réf. nécessaire]

### Intoxication chronique
Cet insecticide est interdit dans 52 pays et dans l'État de Californie aux États-Unis, pour son risque cancérigène, mais il est extrêmement persistant et on continue à le trouver dans l'air où il a été mesuré en quantité significative en France par exemple par deux études récentes, la première de l'Institut Pasteur dans le Nord-Pas-de-Calais, et la seconde par Airparif à Paris.

## Santé sécurité

### Phrases de risqueetconseils de prudenceselon l'INRS
| Exposé des risques et mesures de sécurité | Exposé des risques et mesures de sécurité                                                                          |
| ----------------------------------------- | --- |
| H301                                      | Toxique en cas d'ingestion                                                                                         |
| H312                                      | Nocif par contact cutané                                                                                           |
| H332                                      | Nocif par inhalation                                                                                               |
| H362                                      | Peut être nocif pour les bébés nourris au lait maternel                                                            |
| H373                                      | Risque présumé d'effets graves pour les organes                                                                    |
| H410                                      | Très toxique pour les organismes aquatiques, entraîne des effets néfastes à long terme                             |
| S 2                                       | Conserver hors de la portée des enfants.                                                                           |
| S 13                                      | Conserver à l’écart des aliments et boissons, y compris ceux pour animaux.                                         |
| S: 44                                     | En cas de malaise, consulter un médecin (si possible lui montrer l'étiquette).                                     |
| 200-401-2                                 | Etiquetage CE. |
|                                           | Nota : Les conseils de prudence P sont sélectionnés selon les critères de l'annexe 1 du réglement CE n° 1272/2008. |

T-Toxique

T-Toxique

Bien que des effets indésirables puissent survenir lors de l'utilisation de faibles doses de préparations pharmaceutiques en application locale, les effets indésirables graves sont rares et résultent le plus souvent d’un mauvais usage du médicament,,,.(Voir aussi les utilisations pharmaceutiques) En effet, la plupart des effets indésirables du lindane sur la santé humaine ont été signalés comme étant liés à un usage agricole avec une exposition chronique, c’est-à-dire surtout à l'exposition professionnelle des travailleurs employés pour  traiter les semences agricoles par le lindane.(Voir aussi application agricole vs applications sanitaires)
L'exposition à de grandes quantités de lindane peut avoir une incidence péjorative sur le système nerveux, induisant une gamme de symptômes allant des maux de tête et des vertiges aux convulsions et crises d'épilepsie, et plus rarement à la mort. Des effets indésirables hématologiques ont également été rapportés à la suite d’expositions professionnelles chroniques ou d'applications cutanées excessives, mais un rapport direct de cause à effet n'a pas été établi. Les vomissements et les nausées sont les symptômes habituels associés à des ingestions de lindane mais des effets neurologiques graves peuvent également survenir, quoique moins fréquemment,. Les effets secondaires les plus courants avec l'utilisation en application locale de médicaments à base de lindane sont des réactions cutanées bénignes, comprenant sensations de brûlures, démangeaisons, sécheresse et éruptions cutanées. (Voir aussi usages pharmaceutiques) On n’a jamais démontré que le lindane pouvait  altérer les défenses immunitaires chez l’homme et il n’est pas considéré comme génotoxique.
Les études concernant d’éventuels effets cancérigènes du lindane ont été peu concluantes et se sont souvent limitées à des études de faisabilité, mais aucun effet cancérigène n’a été observé à ce jour dans les essais thérapeutiques chez l’homme.
Par exemple, une méta-analyse des études examinant l'association entre l'exposition professionnelle à l'agriculture lindane et lymphomes non hodgkiniens chez les agriculteurs américains ont constaté que le lindane n'était pas un facteur primordial dans le développement de la maladie. La majorité des études sur la population  générale ont également montré qu’il n’existait aucune association entre les niveaux de lindane dans le sérum ou les tissus mammaires et le cancer du sein,. De même, aucun risque accru de cancer n’a été noté dans une grande étude épidémiologique sur l’utilisation  médicaments au lindane -impliquant une base de données de 143594 patients avec un maximum de 21 ans de suivi, qui a conclu qu’"Il n'y a toujours pas de preuve provenant d'études sur les humains que le lindane, dans son emploi habituel en clinique, soit cancérigène chez l'homme. "
En 1987, le Centre international de recherche sur le cancer (CIRC) a classé le lindane comme un cancérigène possible pour l'homme. Toutefois, les plus récentes évaluations par des experts en la matière ne prennent pas en compte ce classement. En 2001, le Comité d'étude du lindane de l’Agence de Protection de l'Environnement et d'évaluation du cancer a modifié la classification du lindane qui a été déclassé de la catégorie des cancérogènes «possible» à celle des «preuves insuffisantes», concluant que ces données n’imposent pas la nécessité de poursuivre l'étude de la cancérogénicité chez l'homme. Le Comité mixte sur les résidus de pesticides a également conclu en 2004 que «En l'absence de génotoxicité et sur la base des preuves apportées par les études de cancérogénicité, le lindane n'est pas de nature à représenter un risque cancérogène pour l'homme. ».
Le professeur André Picot toxico-chimiste, expert auprès de l’union Européenne sur l’évaluation des produits chimiques en milieu du travail et directeur de recherche au CNRS qui a étudié les effets du lindane sur la santé humaine avait quant à lui conclu que le lindane agissait probablement comme un promoteur de cancérogenèse.

## Contamination de l’environnement
Aux États-Unis, la production et l'utilisation du lindane dans le secteur agricole (qui ont tous les deux baissé de manière significative au cours des 20 dernières années) sont les principales sources de contamination de l'environnement. Les niveaux de lindane dans l'environnement ont diminué aux États-Unis de 1986 à 2003, en corrélation avec la modification des habitudes d'utilisation en agriculture.
Le lindane est libéré dans l'environnement pendant et après l'épandage agricole par le biais de la dissémination dans l'atmosphère (évaluée entre  12 et 30 %), où il a un grand potentiel de circulation et peut être déposé à terre par la pluie. Le Lindane peut être libéré dans le sol à la surface même et dans les eaux souterraines et peut s'accumuler dans la chaîne alimentaire. La plus grande partie de l’exposition de la population générale au lindane résulte de son usage agricole et de l'ingestion d'aliments contaminés, tels que la viande et le lait. Au fil du temps, le lindane est dégradé dans le sol, les sédiments et l'eau et transformé en substances moins nocives par des algues, les champignons et les bactéries, mais le processus est relativement lent et dépend de l'état de l'environnement ambiant. L'impact écologique de la persistance du lindane dans l'environnement continue d'être débattue.
L'EPA a déterminé que la contamination de l'eau potable par le lindane se situait en deçà du niveau jugé préoccupant par l'Agence. En 2003, l'EPA a publié les résultats de la contamination de l'eau à grande échelle en procédant à des analyses sur 16000 systèmes d'adduction d'eau desservant 100 millions de personnes à travers les États-Unis et a constaté qu'aucun ne présentait de contamination par le lindane à des niveaux supérieurs au niveau maximal admis comme seuil de danger par la norme. Des résultats similaires ont été constatés par les équipes de l’US Geological Survey en 1999 et 2000. Plus spécifiquement, l'EPA a révisé à la baisse les estimations du niveau de lindane à atteindre dans l’approvisionnement public en eau à partir de l'utilisation médicaments contenant du lindane en utilisant les données des installations de traitement des eaux de Californie, en concluant que les niveaux de lindane provenant de sources pharmaceutiques étaient «extrêmement faibles» et ne suscitaient pas d'inquiétude.
En France, dans la région de Bretagne, une analyse réalisée par Air Breizh pour l'Agence régionale de santé (ARS), montre que ce pesticide, pourtant interdit dans le pays depuis 1998, est toujours présent dans l'air. Il est estimé que cette présence est due aux déchets résiduels contenus dans les bâtiments et les sols agricoles à la suite des épandages réalisés il y plusieurs décennies lorsque le produit était légal .

## Isomères non-gamma
Au-delà de la question de la toxicité du lindane, il existe des préoccupations liées aux isomères non-gamma du HCH, à savoir l’alpha-HCH et le bêta-HCH, qui sont notablement plus toxiques que le lindane. L’alpha et le bêta-HCH ont été utilisés en agriculture aux États-Unis sous la forme de produits de traitement jusqu'en 1976 et ils sont également des sous-produits de fabrication, mais sont dépourvus de propriétés insecticides et ont peu ou pas d'utilisation. Dans les années 1940 et 1950, les producteurs de lindane ont stocké ces isomères dans des terrils, qui ont conduit à la contamination de l'eau et du sol. Le Forum International des Pesticides et du HCH a depuis été mis en place pour réunir des experts afin d’organiser les opérations de nettoyage et d’endiguement de ces sites. Les normes modernes de fabrication du lindane impliquent le traitement et la conversion des déchets d'isomères en produits chimiques industriels moins toxiques, un processus appelé "craquage",. Aujourd'hui, seules quelques usines de production dans le monde entier sont encore en activité pour répondre aux besoins en lindane pour ses utilisations dans le domaine de la santé publique et du peu d’utilisations restantes dans le secteur agricole. Le lindane n'est plus fabriqué aux États-Unis depuis le milieu des années 1970, mais il continue d'être importé et formulé pour des usages restreints.

α-HCH
β-HCH

## Statut règlementaire
Le lindane est homologué dans 50 pays, avec un usage restreint dans 33 de ces pays,. Ce dernier groupe comprend les États-Unis et le Canada, qui autorisent les usages pharmaceutiques du lindane pour la santé publique, mais interdisent ses applications agricoles,. Il est interdit dans 52 pays et dans l'État de Californie, et une étude est en cours pour l’inscrire sur la liste de la Convention de Stockholm sur les polluants organiques persistants,. Pour la FDA, les médicaments au lindane sont encore nécessaires à la santé publique, ses  avantages l'emportent sur les risques potentiels et ils devraient rester disponibles pour les patients ayant la gale, des poux de tête ou des poux du pubis, maladies pour lesquelles il existe peu de traitements alternatifs. Ces maladies infectieuses, parmi lesquelles deux sont transmises par voie sexuelle, touchent des dizaines de millions d'Américains et de centaines de millions de personnes dans le monde chaque année,. Aux États-Unis, les pétitions visant à interdire l'utilisation de produits pharmaceutiques contenant du lindane ont été rejetées par la FDA et jugées sans fondement par des experts qui travaillent avec cette agence de régulation. Il existe à l'échelle mondiale peu de traitements effectifs contre les poux et la gale.
L’Agence canadienne de régulation des calamités agricoles a éliminé le lindane de toutes les utilisations agricoles entre 2000 et 2005 en raison des problèmes liés à l'exposition professionnelle chronique et les risques encourus par les travailleurs au cours du traitement des semences et des végétaux. Toutefois, les médicaments lindane restent disponibles au Canada pour des raisons de santé publique comme produits accessibles sans prescription. En 2002, l'EPA avait conclu que les produits agricoles au lindane étaient éligibles pour le réenregistrement en production industrielle sous réserve du respect de certaines précautions et des obligations d'étiquetage en vue de diminuer les risques d’exposition professionnelle pour les travailleurs. Toutefois, en 2006, l'Agence a publié un additif à sa décision initiale (applicable en juillet 2007) et a demandé le retrait volontaire par les fabricants de tous les produits à usage agricole, invoquant un changement important dans le rapport coût/avantages des utilisations agricoles du lindane à la suite de l'introduction récente de produits de substitution au lindane pour le traitement des semences. L'EPA a autorisé l'utilisation des stocks de lindane jusqu'en 2009. Le Mexique s'est engagé, sur la base du volontariat à participer à l’élimination du lindane d’Amérique du Nord par le biais du Plan d'action régional (PARNA) mais à l'heure actuelle autorise ses utilisations agricoles, vétérinaires et sanitaires. Il existe un projet de loi dans l'État de New York, à l'Assemblée et au Sénat pour interdire son utilisation dans les produits de traitement des poux de tête et de limiter son utilisation pour la gale, qui n'avait pas encore été adopté en septembre 2007.
En Europe, le règlement n° 850/2004 du 29/04/04 concernant les polluants organiques persistants et modifiant la directive 79/117/CEE a interdit toute production et utilisation de l'hexachlorocyclohexane, y compris le lindane, depuis le 31 décembre 2007 du fait de ses propriétés nocives pour l'environnement.
Les dernières dérogations à cette interdiction d'utilisation et de production de l'hexachlorocyclohexane concernaient :
- jusqu'au 1/09/2006, le traitement curatif et industriel professionnel des bois de charpente et de construction et grumes ainsi que les applications industrielles et résidentielles intérieures ;
- jusqu'au 31/12/2007, le HCH technique utilisé en tant qu'intermédiaire dans la fabrication de substances chimiques ainsi que l'utilisation des produits comportant au moins 99 % d'isomère gamma de HCH (lindane) limité à des applications de santé publique (traitement de la gale et des poux) et à des utilisations en tant qu'insecticide vétérinaire topique (anti-puces, anti-tiques).

## L’arrêt Morton Grove
Confronté à la publicité négative concernant les produits pharmaceutiques contenant du lindane, le fabricant américain Morton Grove Pharmaceuticals a déposé une plainte le 6 février 2007 à la Cour du district de Chicago, dans l'Illinois, contre l’Association Nationale des Pediculoses, une association écologiste, ainsi que contre deux médecins pour des déclarations faites et diffusées aux fournisseurs de soins de santé et aux consommateurs par Internet et à travers une série d'ouvrages imprimés. Comme l'a noté le tribunal de district des États-Unis, les avocats font valoir qu’un amalgame a été fait entre l'agriculture et la recherche pharmaceutique avec des citations tronquées et / ou des conclusions erronées d'études relatives à l'usage agricole du lindane, et de diffuser largement des déclarations fausses, trompeuses et diffamatoires sur le profil d'innocuité et l'efficacité du lindane.
Le 18 juin 2007, le juge Elaine Bucklo a émis un jugement déboutant le défendeur d’une requête en irrecevabilité et en outre, jugé en faveur de Morton Grove qui avait obtenu gain de cause sur les chefs d’accusation suivants : diffamation, publicité mensongère dans le cadre de la loi fédérale Lanham, dénigrement commercial et violation de la législation de l'Illinois sur les pratiques commerciales. La société réclame des dommages et intérêts et une mesure d’injonction contre tous les défendeurs.
En réponse à la plainte de Morton Grove, les défendeurs du centre écologiste ont déposé une demande de classement de l'affaire reposant sur une prétendue absence de compétence de la juridiction. Toutefois, Morton Grove a présenté de nouveaux faits à l'appui de sa demande à la juridiction de l'Illinois et la Cour a jugé que la deuxième plainte modifiée de Morton Grove lui donnait compétence spécifique sur l’affaire (jugement du 8 juin 2007).

## Liens en anglais
- Lindane Facts
- Fiche de données et de sécurité pour le Lindane / Lindane MSDS
- Warning Letter from the FDA to Morton Grove (the sole US distributor of Lindane) regarding misleading advertising claims.
- "Mom and Pros Tackle Lice"
- FDA Information on Lindane
- « EPA Evaluation of Carcinogenic Potential of Lindane »(Archive.org • Wikiwix • Archive.is • Google • Que faire ?)
- World Health Organization Background Document on Lindane for Drinking-Water Quality Guidelines
- Pepsi and Coca-Cola - Lindane in drinks in India
- India - Pesticides in Coke & Pepsi drinks
- Lindane Chemistry and Uses
- Time for the FDA to ban Lindane
- Gamma Hexachlorocyclohexane Fact Sheet